# Stefan Raab
Stefan Konrad Raab, nemški moderator, komik, glasbenik in glasbeni producent, * 20. oktober 1966, Köln, Nemčija.

## Življenje
Stefan Raab je bil rojen in odraščal v Kölnu. Ima eno sestro. Starši so imeli mesnico v Köln-Sülzu. Po opravljeni maturi leta 1986 na Aloisiuskolleg v Bad Godesbergu je Raab od leta 1986 do 1987 služil vojaški rok pri Zračni floti Federalnega ministrstva za obrambo (nemško Flugbereitschaft BMVg) v vojaški bazi Köln-Wahn. Po služenju je študiral pet semestrov prava v Kölnu in Bielefeldu in vzporedno dokončal vajensko šolanje za mesarja v obratu staršev, ki ga je opravil z oceno „zelo dobro“, kot najboljši v okrožju. Raab ščiti svoje zasebno življenje in družino pred javnostjo, posebno pred mediji. S svojo življenjsko spremljevalko ima dve hčerki. V muzeju voščenih lutk Madame Tussaud v Berlinu je od 7. aprila 2009 razstavljen tudi Stefan Raab, ki sedi za originalno imitiranim pultom pred kuliso studia TV-total.

## Glasba
Kot producent reklamnih jinglov se je Stefan Raab leta 1990 osamosvojil (Jingles & Sports za ARD-Morgenmagazin, Bärbel Schäfer, Blend-a-med, Veronas Welt). Med drugimi je produciral tudi za Bürgerja Larsa Dietricha, Die Prinzen in RIAS- Radijski orkester. Raab vodi svoje glasbeno založbo, Roof Musikverlag Stefan Raab, ki ureja pravice njegovih glasbenih del. V imenu se skriva kraj njegovega prvega studia, ki se je nahajal v podstrešnem stanovanju. Dela objavlja pod založbo plošč RARE (= Raab Records). Schräg and the Gang Vol.3, skupaj s sodelovanjem jazz trobentarjem Tillom Brönnerjem leta 1993 je sledil Get Ready z instrumentalno glasbo. Leta 1994 je Raab v svoji oddaji Vivasion, med poročanjem svetovnega prvenstva v nogometu, v živo pel rap pesem o takratnem državnem trenerju Bertiju Vogtsu. Kmalu zatem je izdal to pesem kot Stefan Raab & die Bekloppten (Stefan Raab in usekani) z naslovom Böörti Böörti Vogts. Pesem je julija 1994 dosegla 4. mesto nemške « hitparade». 1995 je sledila priredba pesmi «Ein Bett im Kornfeld» (Postelja v koruznem polju) Jürgena Drewsa, ki jo pojeta skupaj z Bürgerjom Larsom Dietrichom in Jürgen Drewsom. Na nemški hitparadi je dosegla 27. mesto. 
Marca 1996 je Raab za pesem Hier kommt die Maus (Miš prihaja), ki so jo predvajali za 25. rojstni dan otroške oddaje Die Sendung mit der Maus (Oddaja z mišjo), dobil zlato vinilno ploščo in s tem dosegel 2. mesto nemške hitparade. Z ECHOm 1997 je za svoj album Porednež (nem. Schlimmer Finger) dobil priznanje za najboljšega nacionalnega producenta leta. Pod psevdonimom Alf Igel – s čimer namiguje na Ralfa Siegla - je Raab spomladi 1998 skomponiral hit Guildo ima vas rad (nem. Guildo hat euch lieb), ki je pri Evroviziji med 25 udeleženci zasedel 7 mesto. Tudi na nemški hitparadi je bila ta pesem uspešna in je zasedla 4. mesto. Po začetku oddaje TV total je Stefan Raab uporabljal številne televizijske izseke za kompozicijo novih hitov, kot npr. poleti 1999 Ö la Paloma Blanca od Ö la Paloma Boys. Takoj za tem je sledil Pletena železna ograja (nem. Maschen-Draht-Zaun), ki je dosegla tri zlate plošče. Maja 2000 se je sam udeležil Evrovizije s pesmijo Kaj imaš ti tam? (nem. Wadde hadde dudde da?) in dosegel 5. mesto. Septembra 2000 je ustvaril singel Prinesi mi steklenico piva (nem. Ho Mir Ma Ne Flasche Bier), za katero je uporabil besede Gerharda Schröderja. 
Novembra 2001 je komponiral, interpretiral in produciral pesem Pohamo (nem. Wir kiffen). Novembra 2002 je napisal hit Osvobodite konopljo! (nem. Gept das Hanf frei!'), pri kateri je uporabil govor Hansa-Christiana Ströbeleja, člana nemškega deželnega parlamenta. Leto prej – 2001, je kot puertoriški pevec Eddie Rodriguez izdal Sensacion za McDonaldovo reklamo in z njo na nemški lestvici dosegel 30. mesto. Konec leta 2003, začetek 2004 je dosegel velik uspeh s tekmovanjem Stefan išče super Grand Prix zvezdo (nem. SSDSGPS – Stefan sucht den Super-Grand-Prix-Star), s katerim je iskal kandidata za nemški predizbor za Evrovizijo 2004. zmagovalec je bil Max Mutzke, ki je v predizboru Germany 12 Points dosegel 1. mesto in s tem si je Raab že tretjič zagotovil nastop na Evroviziji. Od skupaj 24 udeležencev je dosegel 8. mesto. Pri nemški Hitparadi mu je uspel skok na 1. mesto. Za konzept SSDSGPSja, je Raab leta 2005 dobil nagrado Adolfa-Grimmeja. Isto leto je sprožil Bundesvision Song Contest, ki posnema evrovizijsko popevko. Pri tem pevskemu izboru tekmovalci zastopajo različne zvezne dežele. Kakor je sam izjavil, je bila ena njegovih glavnih motivacij, da ustanovi to tekmovanje spodbujanje nemških glesbenikov. Zato pojejo tekmovalci svoja besedila tudi v nemškem jeziku. Stefan Raab je poleg tega pisal še številčne pesmi za Bullyjev film Sanjska vesoljska ladja presenečenja - perioda 1 (nem. (T)Raumschiff Surprise – Periode 1); med drugim tudi pesem Space Taxi, ki jo je v kinu, skupaj z Michaelom „Bullyjem“ Herbigom (Mr. Spuck), Christianom Tramitzem (Captain Kork) und Rickom Kavanianom (Schrotty) v filmu tudi zapoje. 
Svojo zadnjo pesem I want Rock je objavil pod psevdonimom Dicks on Fire – tudi ena izločena pesem iz leto prej izdanega CDja za (T)Raumschiff Surprise – Periode 1. Ta skupina je sestavljena še iz Ricka Kavaniana in Maxa Mutzkeja, ki poje refren. V okvirju 2. Stock Car Crash Challange je Raab ponovno izdal pesem skupaj z Dicks on Fire z naslovom Superbad Motherfucker. Leta 2007 je produciral oddajo Stefan išče superzvezdo, ki naj poje kar želi in lahko rade volje nastopa pri RTL (nem. SSDSDSSWEMUGABRTLAD – Stefan sucht den Superstar, der singen solle, was er möchte und gerne auch bei RTL auftreten darf), pri kateri je zmagala Stefanie Heinzmann. Za Evrovizijo 2010 naj bi Raab v osemdelni oddaji izbral nemškega tekmovalca. To oddajo bo prenašala njegova domača televizijska hiša ProSieben, skupaj z ARD. Nastopal bo kot glavni komisije in moderator.

## Televizija
Televizijska kariera Stafana Raaba se je začela precej naključno novembra 1993 na glasbenem programu VIVA, ki ji je pravzaprav hotel ponuditi svoje melodije. Po razgovoru mu je bila ponujena moderacija oddaje Vivasion, ki so jo predvajali od decembra 1993 do decembra 1998. Mesečno je vodil tudi oddajo Malo poglejmo (nem. Ma kuck’n). Odkril ga je vodja snemanja Marcus Wolter, ki je razvil TV total. Vse od marca 1999 vodi Stafan Raab oddajo TV total na privatnem programu ProSieben, ki je bila na začetku predvajana enkrat tedensko in od pomladi 2001 štirikrat na teden. Zraven še v neenakomernih razmakih organizira in trži oddajne prireditve, h katerimi sodijo Svetovno prvenstvo v voku (nem. Wok-Weltmaisterschaft), Premagaj Raaba (nem. Schlag den Raab ), TV totalovi skoki v vodo (nem. TV total Turmspringen), nogomet na ledu (nem. Eisfußball), Stockcar dirka (nem. Stockcar-Rennen), Paralelni slalom (nem. Parallelslalom) in 6. junija 2008 premiera Evropsko prvenstvo avtomobilske žoge (nem. Autoball-Europameisterschaft). Oddaja Premagaj slavnega (Schlag den Star) je tudi producirala Raab TV. Za desetletni jubilej Cometa, leta 2005, je skupaj z Gülcan Kamps prevzel podelitev glasbene nagrade programu VIVA. Ta podelitev je bila najprej predvajana na ProSieben, kasneje pa na VIVI večkrat ponovljena. Njegovo podjetje Raab TV (Raab in Brainpool držita vsak 50%), hčerinsko podjetje Brainpoola TV GmbH (Stefan Raab je imel 2007, kot družabnik 25% delež), je ustvarila več komedijantskih oddaj, kot npr. elton.tv. Julija 2009 se je zvedelo, da je francoski TV producent Banjjay vstopil pri Brainpoolu z 50% deležom. Raab je izgubil svoj delež s 25 % na 12,5%.

## Radio
Pri WDR/Eins live je Stefan Raab leta 1997 v živo moderiral dvourno oddajo Raabio, radijsko razvedrilno oddajo z glasbo. Posnel je tudi telefonsko komedijsko nadaljevanje Professor Hase, pri katerem je preko telefona poklical nič sluteče ljudi, se izdajal za Profesorja Hase in jih vlekel za nos.

## Tržne aktivnosti
V preteklosti se je Stefan Raab velikokrat delal kot Testmonial, t. i. nosilec reklam za več različnih podjetij, med drugimi za Katjes in McDonalds (2001). Pri tem so mu mediji očitali, da se prodaja pod ceno, kar je Raab seveda zanikal.

## Priznanja
Oddaja Vivasion, ki jo je Stefan Raab vodil od 1996 do 1998, je dobila Zlatega leva, predhodnik Nemške televizijske nagrade (nem. Deutscher Fernsehpreis). Za razvedrilno oddajo TV total je Stefan Raab prejel nemški Fernsehpreis, kot tudi komedijsko nagrado Die bronzene Rose von Montreux. Kot komponist in producent je objavil številne pesmi, ki so bile nagrajene z zlato in srebrno ploščo. Za svojo oddajo „Stefan sucht den super Grand Prix Star“ (SSDSGPS), je v okviru TV totala 2005 dobil Adolf-Grimme nagradov kategoriji posebno za „iskanje in spodbujanje mladih glasbenih talentov“. 29. maja 2005 je bil Stefan Raab, ki v svoji oddaji večkrat poskuša posredovati med nemško-tuškimi kulturami, poleg Johannesa Raua nagrajen z nemško-turško prijateljsko nagrado (Deutsch-Türkischen Freundschaftspreis). V letih 2000 in 2003 je prejel zlatega Bravo Otto v kategoriji „Comedy-Star“. Leta 2000 in 2005 je bil Raab nagrajen z ECHOm v kategoriji nacionalni producent. Zadnje leto -2005 je dobil ECHO še v kategoriji Medijski partner leta. 29 septembra 2007 je dobil nemško televizijsko nagrado v kategoriji najboljša razvedrilna oddaja za peto izdajo Schlag den Raab. 6. februarja 2008 je dobila oddaja Schlag den Raab Zlato kamero. V nadaljevanju je bil 27. novembra 2008 nagrajen z medijsko nagrado Bambi v kategoriji razvedrilo. Herbert Award 2009 je Stefan Raab dobil istega leta na področju najboljša športna oddaja za TV total skok v vodo (nem. TV total Turmspringen). 

## Kritika
Stefan Raab je medijsko zelo kontroverzna osebnost. Njegovo kariero so spremljale osebne kritike in sodne tožbe. Očitajo mu, da naj bi se njegov humor pogosto usmerjal na šibkejše ali medijsko neizkušene ljudi, četudi v svojih oddajah namerava humorno razkriti „zločin“, kjer televizijske hiše posamezne ljudi slabo prikažejo pred kamero. Uporabljal naj bi tudi oveljavne predsodke proti družbenim marginalnim skupinam in jih podkrepil s svojim načinom podcenjevanja.
 
Kar Raab tukaj dela, je razvedrilo po načelu: nižji ko je predalček, toliko višja je kvota
, je ponazoril podpredsednik frakcije CDU/CSU Wolfgang Bosbach. Raab je poskrbel za veliko senzacijo, s tem ko je leta 2005 v prispevku svoje oddaje rekel, naj bi bila Saška tako priljubljena, da naj bi nekoč prišlo tisoč Angležev naenkrat na obisk. To je bilo namigovanje na zračne napade na Dresden, pri katerih je leta 1945 umrlo 18.000 do 25.000 ljudi. Raab se je v pisni izjavi opravičil za izjavo, ko se je saški ministrski predsednik z besedami: 
noben prebivalec Dresdna, Saške in noben Nemec nima razumevanja za tako podlo neokusnost
, pritožil na ProSieben. Raab je 2007 predstavil kandidata Nemčija išče super zvezdo (nem. DSDS), Maxa Buskohla, kateremu je RTL prepovedal da nastopi pri Raabu z rekom: „196 dni ujetnik R. T. L.a.“ S tem je namignil na Schleyerjevo ugrabitev Frakcije rdeče armade, s katerim je postala slika Hannsa Martina Schleyerja znana z zapisom „20 dnevni ujetnik R. A. F.a.“ Nato mu je časopis Bild očital zasmehovanje žrtev RAFa in tako utrdil Raabov glas kot provokator: „Raab je zlo na nemški televiziji.“ Raabu se še posebej očita, da po eni strani napada osebnostne pravice ostalih, po drugi strani pa strogo ščiti svojo družino pred javnostjo. Proti tem očitkom argumentira v intervjujih, da se njegovi satirični prikazi nanašajo prav na ljudi, ki razkrivajo svojo osebnost in svoje privatno življenje javnosti po lastni odločitvi in se s tem naredijo legitimen objekt satire. Regina Zindler, katero je Raab nehote naredil slavno, in jo persifliral zaradi njenega narečja in njene izjave pred sodiščem v sosedskem sporu, je na podlagi velikega medijskega pritiska, ki ga je doživljala kot psihično breme, bila prisiljena se preseliti. 

## Tožbe
Med njegovo kariero je veliko ljudi vložilo tožbo, nekatere med njimi so znane tudi javnosti. Glavno okrožno sodišče Köln je obsodilo Stefana Raaba na plačilo 5.000 evrov nekemu moškemu, katerega je v svoji oddaji užalil z besedami pederska svinja. Tudi 16-letna šolarka je tožila Raaba, zaradi ekscesivnega norčevanja iz njenega imena in ji med drugim napovedal, dobre možnosti v porno industriji. Dodala je, da je zaradi teh grobih vicev dobivala opolzke nočne klice in bila izpostavljena norčevanju sošolcev in žalitvam tujih pešcev. Visoko deželno sodišče Hamm je Raaba zato zaradi težke kršitve osebnostnih pravic obsodilo, na plačilo 70.000 evrov odškodnine. V naslednjem primeru je Raab v svoji oddaji 6. septembra 2004 pokazal izsek iz poročil Hessen-Aktuell, kjer je bila prikazana takrat 28-letna Turkinja Nil S. iz Frankfurta s hčerkino šolsko torbo v rokah. Raab je to sceno komentiral: 
Neverjetno, kajne? Dilerji se vedno boljše maskirajo.
Po mnogih sodnih in pritožbenih postopkih je tožilka sprejela ponudbo odškodnine v višini 20.000 evrov, skupaj s pisnim opravičilom in v zameno zavrgla tožbo. Raab sam je zmagal eno tožbo proti glasbeniku in producentu Mosesu Pelhamu. Ta ga je leta 1997 za kulisami podelitve ECHO udaril v obraz in mu zlomil nosnico, ker ga je Raab v eni svojih oddaj naslovil z češplja in ga dolgo časa uporabil kot predmet satir. Med drugim so njegove intervjuje in videe zafrkavali, in gledalce spodbujali da v oddajo pošljejo doma narejene glave Moses-P. Stefan Raab so izročili 10.000 DM odškodnino, ki jo je kasneje daroval v dobrodelne namene. Raab in njegova produkcijska firma Brainpool sta bila 26. junija od deželnega sodišča obsojena na plačilo licenčnine TV postaji ARD v višini 1.278,23 evrov na vsako začeto minuto. Vzrok za to je bilo predvajanje 20-sekundnega izseka iz produkcije televizijske hiše Hessischer Rundfunk v njegovi oddaji TV Total. NDR je 11. julija 2008 tožila produkcijsko firmo Brainpool za 568.000 evrov, ker je Raab iz produkcij NDR uporabil skupaj 309 izsekov.